# Tak jak tutaj stoję
Tak jak tutaj stoję – drugi album studyjny polskiego piosenkarza Wiktora Dyduły, który został wydany 4 kwietnia 2025 nakładem wytwórni płytowej Polydor Records w dystrybucji Universal Music Polska.
Album utrzymany jest w stylu muzyki pop. Składa się z wersji standardowej (1 CD).
Płyta zadebiutowała na 1. miejscu polskiej listy sprzedaży – OLiS. Wydawnictwo pokryło się złotem w kwietniu 2025 za sprzedaż 15 tys. kopii. 
Nagrania były promowane singlami: „Tam słońce, gdzie my”, „Motyla noga!”, „Szybkie tempo” i „Nie mówię tak, nie mówię nie”. 
Na albumie gościnnie wystąpiła piosenkarka Katarzyna Sienkiewicz w utworze „Nie mówię tak, nie mówię nie”. 

## Wydanie
Album ukazał się w formacie digital download 4 kwietnia 2025 w Polsce. Piosenkarz o albumie:

To album, na którym pokazuję się bez żadnych filtrów – taki, jaki jestem. Wszystko, co przeżyłem, poczułem lub zaobserwowałem. Chciałem oddać na tej płycie tylko te emocje, z którymi naprawdę się utożsamiam. Bez udawania, bez maskowania. Jeśli lubicie muzykę, która mówi wprost, to tak jak tutaj stoję, mogę Wam obiecać, znajdziecie to na tej płycie.

## Lista utworów
Opracowano na podstawie materiału źródłowego.
| Tak jak tutaj stoję – Wersja standardowa | Tak jak tutaj stoję – Wersja standardowa                    | Tak jak tutaj stoję – Wersja standardowa               | Tak jak tutaj stoję – Wersja standardowa | Tak jak tutaj stoję – Wersja standardowa |
| Nr                                       | Tytuł utworu                                                | Kompozycja                                             | Muzyka                                   | Długość                                  |
| ---------------------------------------- | ----------------------------------------------------------- | ------------------------------------------------------ | ---------------------------------------- | ---------------------------------------- |
| 1.                                       | „Za jeden uśmiech”                                          | Wiktor Dyduła • Jakub Dąbrowski • Hubert Woźniakowski  | Jakub Dąbrowski • Hubert Woźniakowski    | 3:06                                     |
| 2.                                       | „Maria Picasso”                                             | Wiktor Dyduła • Leon Krześniak                         | Jakub Dąbrowski • Hubert Woźniakowski    | 2:48                                     |
| 3.                                       | „Nikomu niepotrzebny intergalantyczny pył”                  | Wiktor Dyduła • Piotr Pluta                            | Piotr Pluta                              | 4:31                                     |
| 4.                                       | „Motyla noga!”                                              | Wiktor Dyduła • Piotr Pluta • Natalia Grosiak          | Wiktor Dyduła • Piotr Pluta              | 3:55                                     |
| 5.                                       | „Tam słońce, gdzie my”                                      | Wiktor Dyduła • Leon Krześniak                         | Leon Krześniak                           | 3:15                                     |
| 6.                                       | „Nie ma już miejsca na "chyba"”                             | Wiktor Dyduła • Piotr Pluta                            | Piotr Pluta                              | 2:59                                     |
| 7.                                       | „Szybkie tempo”                                             | Wiktor Dyduła • Leon Krześniak • Monika Wydrzyńska     | Leon Krześniak                           | 3:05                                     |
| 8.                                       | „Czysto hipotetycznie”                                      | Wiktor Dyduła                                          | Leon Krześniak                           | 3:03                                     |
| 9.                                       | „Nie mówię tak, nie mówię nie” (oraz Katarzyna Sienkiewicz) | Wiktor Dyduła • Leon Krześniak                         | Leon Krześniak                           | 2:39                                     |
| 10.                                      | „Do oczu i rzęs”                                            | Wiktor Dyduła • Piotr Pluta                            | Piotr Pluta                              | 2:34                                     |
| 11.                                      | „Moja droga <3”                                             | Wiktor Dyduła • Paweł Odoszewski • Jarosław Kucharczyk | Paweł Odoszewski                         | 3:43                                     |
| 12.                                      | „Tak jak tutaj stoję”                                       | Wiktor Dyduła • Paweł Pluta                            | Piotr Pluta                              | 4:16                                     |
|                                          |                                                             |                                                        |                                          | 39:54                                    |

## Trasa koncertowa
Ten artykuł dotyczy przyszłego wydarzenia. Informacje w nim zawarte mogą się zmienić wraz z pojawieniem się nowych faktów, a początkowe doniesienia mogą być niepewne. Ostatnie aktualizacje tego artykułu mogą nie odzwierciedlać najbardziej aktualnych informacji.
Wiktor Dyduła w celu promocji swojej drugiej płyty wyruszy w swoją drugą trasę koncertową pt. Tak jak tutaj stoję Tour. Piosenkarz ogłosił start trasy koncertowej 7 kwietnia 2025. Ma obejmować 10 koncertów w Polsce, a pierwszy z nich odbędzie się 26 października 2025 w Krakowie..
Opracowano na podstawie materiałów źródłowych.
| Data                 | Miejscowość | Obiekt                 |
| -------------------- | ----------- | ---------------------- |
| 26 października 2025 | Kraków      | Fort Kleparz           |
| 6 listopada 2025     | Warszawa    | Palladium              |
| 9 listopada 2025     | Poznań      | Tama                   |
| 21 listopada 2025    | Szczecin    | Nowa Dekadencja        |
| 28 listopada 2025    | Katowice    | P23                    |
| 29 listopada 2025    | Lublin      | Fabryka Kultury Zgrzyt |
| 4 grudnia 2025       | Wrocław     | Stary Klasztor         |
| 5 grudnia 2025       | Gdańsk      | Drizzly Grizzly        |
| 6 grudnia 2025       | Toruń       | Kombinat Kultury       |
| 12 grudnia 2025      | Białystok   | Zmiana Klimatu         |

## Pozycje na listach sprzedaży

### Pozycje na listach tygodniowych
| Kraj   | Lista                    | Najwyższa pozycja |
| ------ | ------------------------ | ----------------- |
| Polska | OLiS – albumy            | 1                 |
| Polska | OLiS – albumy w streamie | 44                |
| Polska | OLiS – albumy fizyczne   | 1                 |

## Certyfikat i sprzedaż
| Kraj          | Certyfikat  | Sprzedaż | Data             |
| ------------- | ----------- | -------- | ---------------- |
| Polska (ZPAV) | złota płyta | 15 000+  | 16 kwietnia 2025 |